# 博卡薩二世
小让-贝德尔·博卡萨（Jean-Bédel Bokassa Jr.，1973年11月2日—），被支持者称为博卡萨二世，是中非共和国和中非帝国的前独裁者让-贝德尔·博卡萨的儿子。